# 中止
| ウィキペディアには「中止」という見出しの百科事典記事はありません（タイトルに「中止」を含むページの一覧/「中止」で始まるページの一覧）。 代わりにウィクショナリーのページ「中止」が役に立つかもしれません。 |